# 欧文·夏皮罗
欧文·艾拉·夏皮罗（英語：Irwin Ira Shapiro，1929年10月10日—），出生于纽约，美国天体物理学家，哈佛大学铁姆肯大学教授。 自1982年以来，他一直在哈佛大学任教。 1982年至2004年间，他担任哈佛-史密森天体物理中心的主任。

## 职业生涯
夏皮罗成长于纽约，毕业于布鲁克林技术高中。他从康乃尔大学获得数学学士学位，后来在哈佛大学获得物理学硕士和博士学位。1954年，他进入了 麻省理工学院的林肯实验室并在1967年成为了物理学教授。 1982年，他成为了母校哈佛大学的教授的一位教授并获得古根海姆奖，并且成为了哈佛-史密森天体物理中心的主任。 在1997年，他成为哈佛大学第一位铁姆肯大学教授。
夏皮罗的研究兴趣包括 天体物理学，天体测量学， 地球物理学，引力理论，包括使用引力透镜估计宇宙年龄。 在1981年， 爱德华·鲍威尔发现了主带小行星3832，这颗小行星后来被夏皮罗的前学生史蒂芬·欧斯托以夏皮罗的名字命名。

## 荣誉

### 奖项
- 阿尔伯特·迈克尔逊勋章 (1975年)[7]
- 丹尼·海因曼天体物理学奖 (1983年)
- 布劳尔奖 (1988年)
- 查尔斯·惠滕奖 (1991年)
- 威廉·鲍伊奖 (1993年)
- 阿尔伯特·爱因斯坦奖章 (1994年)
- 杰拉德·柯伊伯奖 (1997年)
- 爱因斯坦奖 (2013年)[8]

### 以他命名的事物
- 夏皮罗时延，1964年由夏皮罗发现
- 3832 Shapiro，1981年以夏皮罗命名的小行星